# Marianne Schuppe
Marianne Schuppe (* 1959) ist eine deutsche Sängerin und Komponistin, die sowohl im Bereich der Neuen Musik als auch der Improvisationsmusik tätig ist.

## Wirken
Schuppe studierte zwischen 1979 und 1983 Bildende Kunst und Musik. Sie setzte dann ihr Gesangsstudium als Gast der Kalakshetra Akademie in Südindien (1983), bei Jolanda Rodio (1985–87 in Bern) und Michiko Hirayama (1988–2003 in Rom) fort.
Als Interpretin trat Schuppe seit Mitte der achtziger Jahre solo und im Ensemble auf, zunehmend dann auch in Kontexten frei improvisierter Musik und in interdisziplinären Projekten. Es kam zur Zusammenarbeit mit dem Klangforum Wien und der Basel Sinfonietta. Weiterhin arbeitete sie im Trio selbdritt, mit Alfred Zimmerlin, Antoine Beuger, Jürg Frey, Dorothea Schürch, Andrea Wolfensberger und anderen.
Zwischen 1994 und 2010 war Schuppe zudem an der Entwicklung und Lehre der Stimmbildung nach der Methode Atem-Tonus-Ton tätig. Seit 2010 widmet sie sich neben ihrer Lehrtätigkeit vor allem ihrer eigenen gestaltenden Arbeit an den Übergängen zwischen Musik und Sprache. Sie lebt seit 1983 in der Schweiz.

## Schriften (Auswahl)
- Musik – Performance – Bewegungen / Ein schleichender Ruck. In: Sabine Gebhardt Fink, Muda Mathis, Margarit von Büren (Hrsg.): Aufzeichnen und Erinnern. Performance Chronik Basel Band II (1987–2006)., Diaphanes Verlag Zürich/Berlin 2016.[2]
- Without. Nachdenken über ein «Singen ohne ...» am Beispiel von fünf Songs des 20. Jahrhunderts. dissonance # 134 (2016)
- Die doppelte Stelle, Singen und Sprechen in der Musik G. Scelsis. In: André Blum, John M. Krois, Hans-Jörg Rheinberger (Hrsg.) Verkörperungen. Akademie-Verlag, Berlin 2012
- Die Ahnung als Motor. In: André Blum, Theresa Georgen, Wolfgang Knapp, Veronika Sellier (Hrsg.): Potentiale des Vergessens. Königshausen und Neumann, Würzburg 2012
- Potentiale des Vergessens – ein Gespräch mit Aleida Assmann, André Blum, Wolfgang Knapp, Theresa Georgen, Marianne Schuppe und Veronika Sellier. Du, Januar/Februar 2011
- Der Wohnwagen, Die Vorbereitung der Musik. In: Dieter Nanz (Hrsg.): Aspekte der freien Improvisation in der Musik, Wolke Verlag, 2011
- Die Indianer kommen näher, Ein Gespräch in Emails mit Michael Kunkel. dissonanz # 106 (Juni 2009)

## Diskographische Hinweise
- Marianne Schuppe / Christoph Schiller: Mundraub (Hybrid Music Productions 1994)
- Markus Eichenberger: Domino Concept for Orchestra (Emanem 2003)
- Morton Feldman: Three Voices (col legno 2006)
- Incantations – The Art of Song of Giacinto Scelsi (New Albion 2006)
- selbdritt: von hier (Unit Records 2006, mit Alfred Zimmerlin und Sylwia Zytynska)
- Giacinto Scelsi: Rito (Telos 2013, mit Ensemble Phoenix Basel unter Jürg Henneberger)
- slowsongs (Edition Wandelweiser 2015)
- nosongs (Edition Wandelweiser 2018)
- two songs and one (Takuroku 2020)